# Rommel Mendès-Leite
Rommel Mendès-Leite, né le 18 novembre 1958 à Fortaleza et mort le 22 janvier 2016 à Lyon, est un sociologue français d'origine brésilienne. 

## Carrière
Il était spécialiste entre autres des questions relatives à l'homosexualité, aux sexualités et au sida,.
Il organise en 1986 le premier colloque relatif aux questions gays et lesbiennes dans le cadre du Groupe de recherches et d'études sur l'homosocialité et les sexualités (Greh).